# Margit Jonje
Margit Jenny Katarina Jonje, född 12 november 1913 i Hälleberga i Kalmar län, död 16 juni 1992 i Stockholm, var en svensk skådespelare.

## Filmografi
- 1938 – Karriär
- 1946 – Kristin kommenderar
- 1947 – Livet i Finnskogarna

## Teater

### Roller (ej komplett)
| År   | Roll | Produktion                       | Regi            | Teater      |
| ---- | ---- | -------------------------------- | --------------- | ----------- |
| 1961 |      | Vänta så vackert Axel Strindberg | Anders Ångström | Alléteatern |